# 홍투언
홍투언(베트남어: Hồng Thuận / 洪順 홍순 / 1509년 12월 ~ 1516년 4월)은 베트남 후 레 왕조(後黎朝) 양익제(襄翼帝) 레오아인(黎瀠)의 연호이다.

## 개원
- 도안카인(端慶) 5년 12월 4일[1](율리우스력 1510년 1월 13일)에 연호를 홍투언(洪順)으로 개원함.[2][3]

- 홍투언(洪順) 8년 4월 27일[4](율리우스력 1516년 5월 28일)에 연호를 꽝티에우(光紹)로 개원함.[5][3]

## 연대 대조표
| 홍투언 | 서기(西紀) | 간지(干支) | 명나라 연호    |
| 원년   | 1509년     | 기사(己巳) | 정덕(正德) 4년 |
| 2년    | 1510년     | 경오(庚午) | 정덕 5년       |
| 3년    | 1511년     | 신미(辛未) | 정덕 6년       |
| 4년    | 1512년     | 임신(壬申) | 정덕 7년       |
| 5년    | 1513년     | 계유(癸酉) | 정덕 8년       |
| 6년    | 1514년     | 갑술(甲戌) | 정덕 9년       |
| 7년    | 1515년     | 을해(乙亥) | 정덕 10년      |
| 8년    | 1516년     | 병자(丙子) | 정덕 11년      |

## 동시대 연호

### 베트남
- 쩐까오(陳暠) 티엔응(天應) (1516년)

### 중국
명(明)
- 정덕(正德) (1506년 ~ 1521년)

### 일본
- 에이쇼(永正) (1504년 ~ 1521년)

## 같이 보기
- 베트남의 연호